# Chaetonotus formosus
Chaetonotus formosus is een buikharige uit de familie Chaetonotidae. De wetenschappelijke naam van de soort werd in 1887 voor het eerst geldig gepubliceerd door Stokes. De soort wordt in het ondergeslacht Chaetonotus geplaatst.